# Dieterode
Dieterode est une commune allemande située dans l'arrondissement d'Eichsfeld en Thuringe.

## Géographie

Situation de Dieterode dans l'arrondissement

Dieterode est située dans le sud de l'arrondissement. La commune fait partie de la Communauté d'administration d'Ershausen-Geismar et se trouve à 12 km au sud de Heilbad Heiligenstadt, le chef-lieu de l'arrondissement.

## Histoire
Dieterode a appartenu à l'Électorat de Mayence jusqu'en 1802 et à son incorporation à la province de Saxe dans le royaume de Prusse. De 1807 à 1813, Geismar a fait partie de l'éphémère royaume de Westphalie.
Dieterode, occupé par les troupes américaines le 4 avril 1945 fut inclus en juillet dans la zone d'occupation soviétique après la Seconde Guerre mondiale avant de rejoindre le district d'Erfurt en RDA.

## Démographie
| 1910 | 1933 | 1939 | 1995 | 2000 | 2004 | 2010 |
| ---- | ---- | ---- | ---- | ---- | ---- | ---- |
| 135  | 175  | 147  | 100  | 104  | 103  | 92   |